# Père Noël sans frontières
Père Noël sans frontières (France) ou Noël jaune (Québec) (’Tis the Fifteenth Season) est le 7e de la saison 15 de la série télévisée d'animation Les Simpson.

## Synopsis
C'est Noël et alors que Lenny et Carl offrent un lecteur DVD à Homer celui-ci n'a rien à leur donner en retour. Monsieur Burns distribue en guise de cadeaux des coupon de 5$ à la cafétéria mais remets une carte de baseball à Homer. Seulement Homer vend sa carte au vendeur de bandes dessinées qui en tire un bon prix et lui donne beaucoup d'argent pour cela. Avec cet argent Homer prévoit d'abord d'acheter un beau sapin et des cadeaux pour toute la famille mais il achète un astrolabe parlant au lieu de ça. Marge est furieuse contre lui car Homer est trop égoïste. Pour remonter dans la confiance de ses proches Homer devient très généreux mais Ned Flanders ne supporte pas qu'on lui vole ce rôle.